# Liste des épisodes de Max la Menace

Cette page présente la liste des épisodes de la série télévisée Max la Menace.

## Liste des épisodes

### Première saison (1965-1966)
1. Mister Big (Mr Big) [VOstFR]
2. La fille du diplomate (Diplomat's daughter)
3. Allons à l'école (School days)
4. Notre homme au pays des jouets (Our man in toyland)
5. Pas vu, pas pris (Now You see him, now you don't)
6. Les Indiens (Washington 4, Indians 3)
7. L'ennemi est dans la place (The enemy is in the square)
8. Max la Menace perd la tête (The day Smart turned chicken)
9. Opération chez Satan (Satan Place)
10. Du grabuge à l'ambassade (KAOS in CONTROL)
11. Un chef de trop (Too many chiefs)
12. Mon neveu l'espion (My nephew the spy)
13. Orient Express (Aboard the Orient Express)
14. Week-end ensanglanté (Weekend vampire)
15. Le poids du pouvoir (Survival of the fattest)
16. Agent double (Double agent)
17. Ah ah le sauvage (ou Rex Sauvage) (Kisses for KAOS)
18. C'est du billard (The dead spy scrawls)
19. Cherchez le chercheur (Back to the old drawing board)
20. Tout dans la tête (All in the mind)
21. Journal intime (Dear diary)
22. Max joue et gagne (Smart, the assassin)
23. Qui sauvera qui ? (I'm only human)
24. Bombe puzzle (Skateout on blue mist mountain)
25. La blanchisserie chinoise (The amazing Harry Hoo)
26. La symphonie de Hubert (Hubert's unfinished symphony)
27. Une cargaison d'espions (Ship of spies) [1re Partie]
28. Une cargaison d'espions (Ship of spies)  [2e Partie]
29. Haute couture (Shipment to Beirut)
30. Un espion dans la piscine (The last one in is a rotten spy)

### Deuxième saison (1966-1967)
1. Max, l'amour menace (Anatomy of a lover)
2. Servez chaud (Strike while the agent is hot)
3. Œil pour œil (A spy for a spy)
4. On ne meurt qu'une fois (The only way to die)
5. Perceurs de coffre-fort (Maxwell Smart alias Jimmy Ballantine)
6. Casablanca (Casablanca)
7. L'appât (The decoy)
8. Qui fait quoi ? (Hoo done it)
9. Trois espions dans un sous-marin (Rub-a-dub-dub... three spies in a sub)
10. Le plus grand espion du monde (The greatest spy on earth)
11. L'île des maudits (Island of the damned)
12. Main de fer, gant de velours (Bronzefinger)
13. Le grand péril (Perils in a pet shop)
14. À pleines dents (The whole tooth and...)
15. Baiser de mort (Kiss of death)
16. Un espion peut en cacher un autre (It takes one to know one)
17. Ma tête est mise à prix (Someone down here hates me)
18. Control ne répond plus (Cutback at CONTROL)
19. La momie (The mummy)
20. Les filles de KAOS (The girls from KAOS)
21. L'homme de Yenta (The man from Yenta)
22. A Qui perd gagne (Smart fit the battle of Jericho)
23. Qui que quoi dont Max (Where-what-how-who am I ?)
24. L'agent sacrifié (The expendable agent)
25. Comment réussir dans l'espionnage (How to succeed in the spy business without really trying)
26. Rendez-vous au Sahara (Appointment in Sahara)
27. Minettes à gogo (Pussycats galore)
28. On l'appelle Max (A man called Smart) [1re Partie]
29. On l'appelle Max (A man called Smart) [2e Partie]
30. On l'appelle Max (A man called Smart) [3e Partie]

### Troisième saison (1967-1968)
1. Viva Max (Viva Smart)
2. Témoin de la défonce (Witness for the persecution)
3. Max contre Max (The spy who met himself)
4. La chair est faible (The spirit is willing)
5. Espion très spécial (Maxwell Smart, private eye)
6. Supersonic boom (Supersonic boom)
7. Cherchez le fantôme (One of our olives is missing)
8. Max et compagnie (When good fellows get together)
9. Docteur Oui (Dr Yes)
10. La bande à Max (That old gang of mind)
11. Nid d'espions (The mild ones)
12. Définitivement mort (Classification dead)
13. Le mystérieux docteur T (The mysterious Dr T)
14. Vive le Roi (The King lives)
15. Le gourou groovy (The groovy guru)
16. Le petit livre noir (The little black book) [1re Partie]
17. Le petit livre noir (The little black book) [2e Partie]
18. Ne vous retournez pas (Don't look back)
19. 99 perd la tête (99 loses Control)
20. Cirer Max (The wax Max)
21. Opération ridicule (Operation ridiculous)
22. Le silence n'a pas de prix (Spy, spy, birdie)
23. Marathon pour un robot (Run, robot, run)
24. La ligne directe (The hot line)
25. L'espion qui venait du chaud (Die, spy)
26. La rousse aux deux visages (The reluctant redhead)

### Quatrième saison (1968-1969)
1. Mission impossible (The Impossible mission)
2. Le retour du Baron Rouge (Snoopy Smart vs the Red Baron)
3. Chassé-croisé aérien (Closely watched planes)
4. Le secret de Sam Vittorio (The secret of Sam Vittorio)
5. Espion 24 carats (Diamonds are a spy's best friend)
6. Le meilleur des mauvais garçons (The worst best man)
7. La fin du début (A tale of two tails)
8. Le retour de l'ancien marin (The return of the ancient mariner)
9. Ça gratouille ou ça chatouille ? (With love and twitches)
10. Le blazer laser (The laser blazer)
11. Quand les voisins s'en mêlent (Quand les voisins s'emmêlent) (The frakas fracas)
12. CONTROL hors de contrôle (Temporarily out of Control)
13. L'île noire (Schwartz's island)
14. Ni vu, ni connu (One nation invisible)
15. Coup de théâtre (Hurray for Hollywood)
16. 99 au chômage (The day they raided the knights)
17. Le faucon mexicain (Tequila mockingbird)
18. J'irai cracher sur vos bombes (I shot 86 today)
19. Le chef apprend le grec (Absorbe the Greek)
20. Le Roi en fait un Max (To Sire with love) [1re Partie]
21. Le Roi en fait un Max (To Sire with love) [2e Partie]
22. Docteur Zarkos et Mister Max (Shock it to me)
23. Pierre qui roule n'amasse pas mousse (Leadside)
24. Fenêtre sur rue (Greer window)
25. La petite évasion (The not-so-great escape) [1re Partie]
26. La petite évasion (The not-so-great escape) [2e Partie]

### Cinquième saison (1969-1970)
1. Anguille sous roche (Pheasant under glass)
2. Main de fer (Ironhand)
3. Valérie des poupées (Valerie of the dolls)
4. Annie, veuve à répétition (Widow often Annie)
5. Le trésor de C. Errol Madre (The treasure of C. Errol Madre)
6. Descente en Alabama (Smart fell on Alabama)
7. Et un bébé font quatre (And baby makes four) [1re Partie]
8. Et un bébé font quatre (And baby makes four) [2e Partie]
9. Médecin impossible (Physician impossible)
10. Les singes de Rath (The apes of Rath)
11. Y'a pas photo ... vieillie (Age before duty)
12. Hallucinant, non ! (Is this trip necessary ?)
13. Station polaire Siegfried (Ice station Siegfried)
14. Une brune clandestine (Moonlighting becomes you)
15. Le musée de sires (House of Max) [1re Partie]
16. Le musée de sires (House of Max) [2e Partie]
17. Rebecca de la drôle de ferme Folklorique (Rebecca of funny-folk farm)
18. Le règlement de comptes de Adrian Listenger (The mess of Adrian Listenger)
19. Témoin de l'exécution (Witness for the execution)
20. Mon valet était vert (How green was my valet)
21. Seulement deux cent-quatre-vingt-dix-neuf (And only two ninety-nine)
22. Smartacus (Smartacus)
23. De quoi s'agit-il, Algie ? (What's it all about, Algie?)
24. Bonjour, Columbus - Au revoir, l'Amérique (Hello, Columbus - goodbye, America)
25. Qu'est-ce que j'entends ? (Do I hear a vaults?)
26. Je suis étrangement jaune (I am curiously yellow)